# Ampostai függőhíd
Az Ebro folyó fölött átívelő ampostai függőhíd a spanyolországi város egyik jelképének számító építménye.

## Története
Az első kezdeményezés, hogy a helyszínen hidat építsenek, Joan Palau polgármestertől származott 1906-ban. Bár a tengerészet részéről eleinte ellenállásba ütközött, végül tárgyalásait siker koronázta, és 1909-ben királyi szintű felhatalmazást kapott az építkezéshez, 1914-ben pedig elbírálták a beérkezett pályaműveket, amelyek közül E. Riberáét találták a legjobbnak. Akkoriban világraszóló technológiai újítás volt, hogy függőhidat vasbetonból építsenek: mindössze egyetlen másik ilyen híd volt akkoriban a Földön.
Alapkövét 1915. augusztus 15-én tették le. Míg a jobb parti pilon helyén szilárd, stabil kőzet alkotta a talajt, addig a bal parti homokos talaj megnehezítette, ezáltal meg is drágította az építkezést. És amellett, hogy a hidat is fel kellett építeni, a rajta átvezető utat és a város ide vezető utcájának nyomvonalát is össze kellett hangolni, ehhez pedig 74 épület állam általi kisajátítására, majd lebontására volt szükség. Köztük volt található többek között a régi Szent Zsuzsanna-kápolna is: ezt is lebontották. Bár az építés összköltségét eredetileg körülbelül 817 000 pesetára tervezték, végül közel kétszer ennyibe, 1,55 millióba kerültek a munkálatok.
Az építkezés 1920-ra lett kész: ekkor végezték el a terheléspróbát, méghozzá úgy, hogy 234 tonna homokot vittek fel rá, egyenletesen elosztva az úttest és a járdák között. A homok később átnedvesedett, így tömege elérte a 300 tonnát is, de a híd kibírta a próba három napját, így következhetett a dinamikus terhelés próbája is: ennek során 44, mintegy 66 tonna össztömegű kőtörmelékkel teli zsákokkal megrakott jármű vonult rajta végig. A látványos próbát a város lakói is nagy számban követték figyelemmel, és még egy zenekar, a Lira Ampostina is kellemesebbé tette a hangulatot. A forgalom előtt végül december 29-én nyitották meg a hidat, de a rá felvezető rámpa csak a következő évre készült el teljesen.
A második világháború során a híd megsemmisült, de később az eredeti tervek alapján építették újjá, és a későbbi átépítések is a régi terveket követték, annyi kis különbséggel, hogy áteresztőképességét utóbb megnövelték. 2007 és 2009 között többek között kicserélték a kábeleit és megerősítették a fémszerkezeteit.

## Leírás
A híd az északkelet-spanyolországi Amposta város mellett található, az Ebro folyó fölött. Legszembetűnőbb jellegzetességei a két végén emelkedő, 24 méter magas, kőből készült, diadalívhez hasonlatos „kapuk”. Ezek alatt egyben hídtámaszok is találhatók, közöttük pedig 134 méter a távolság, amivel építésekor Európa 4. legnagyobb támaszközű függőhídjának számított.
Szélessége eredetileg 6 méter volt, amiből 4,5 métert tett ki a középső úttest. Anyaga 12 cm vastagon vasbeton volt, fölötte pedig 4 cm aszfaltréteg következett. A szerkezetet 105 keresztirányú gerenda tartja, azokat pedig a tartókábelek, és el van látva speciális technikai elemekkel is, amelyek az oldalirányú mozgást és a dilatáció miatti problémákat csökkentik.

## Képek

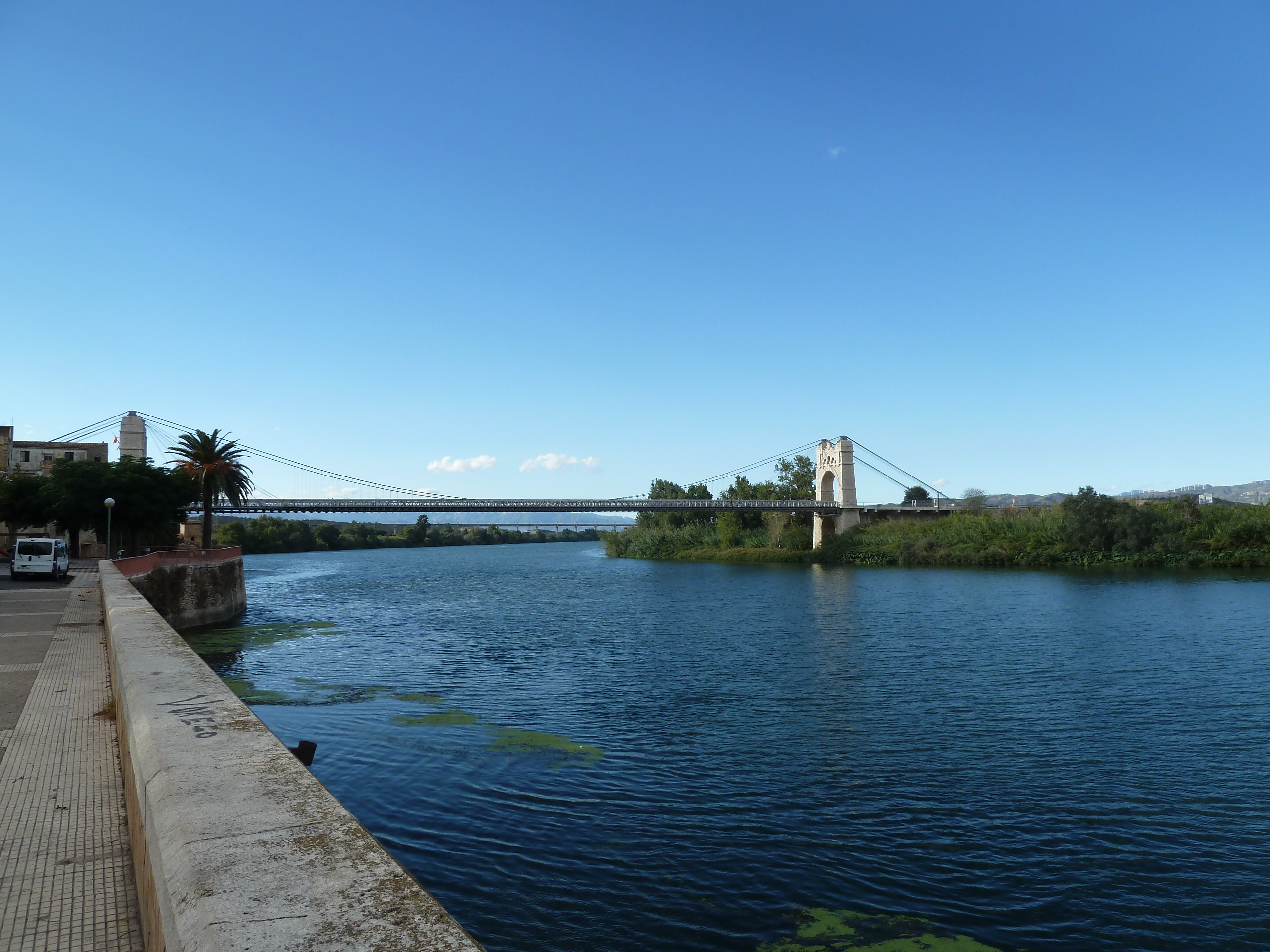
A híd és környezete
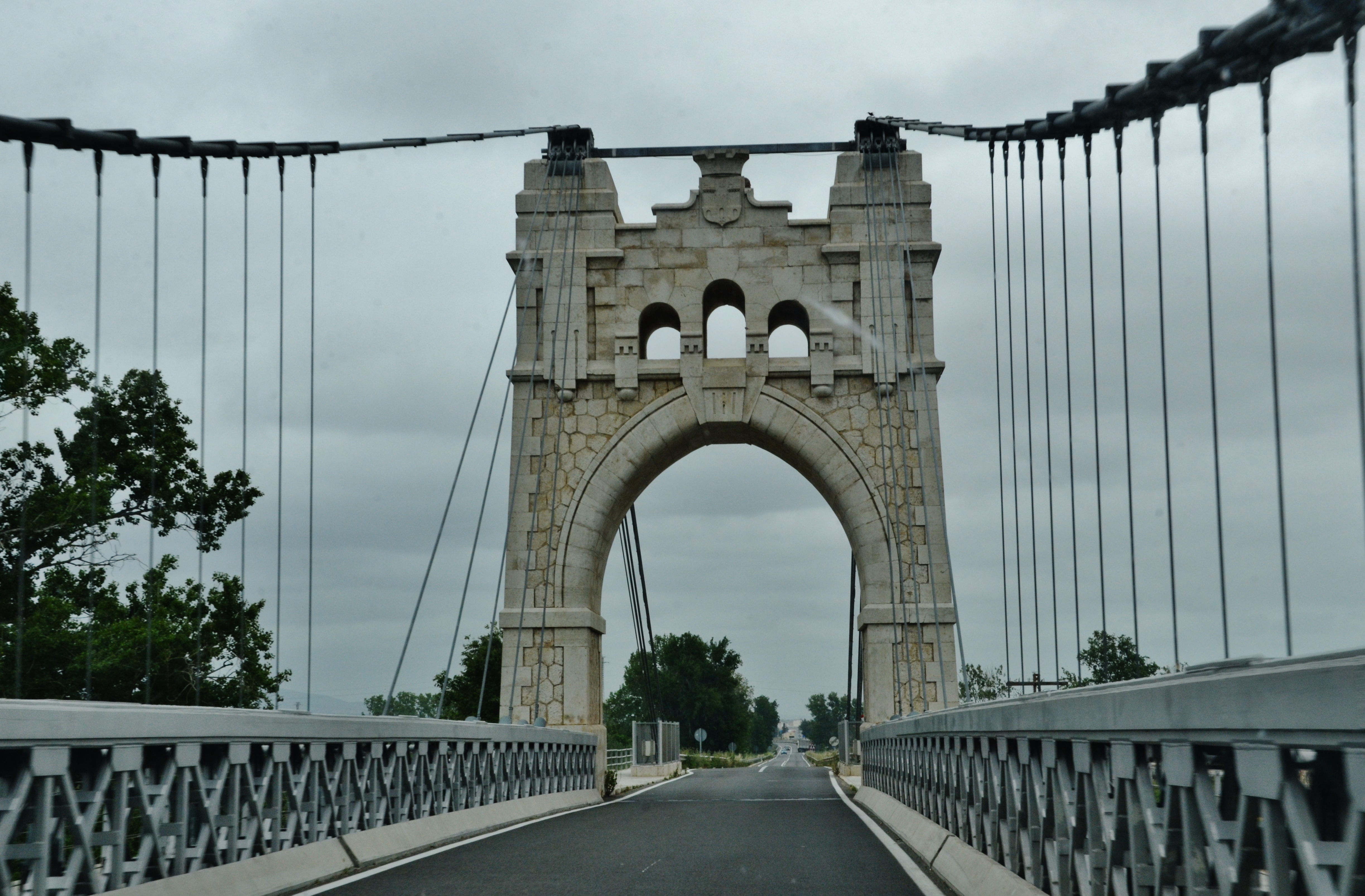
Részlet
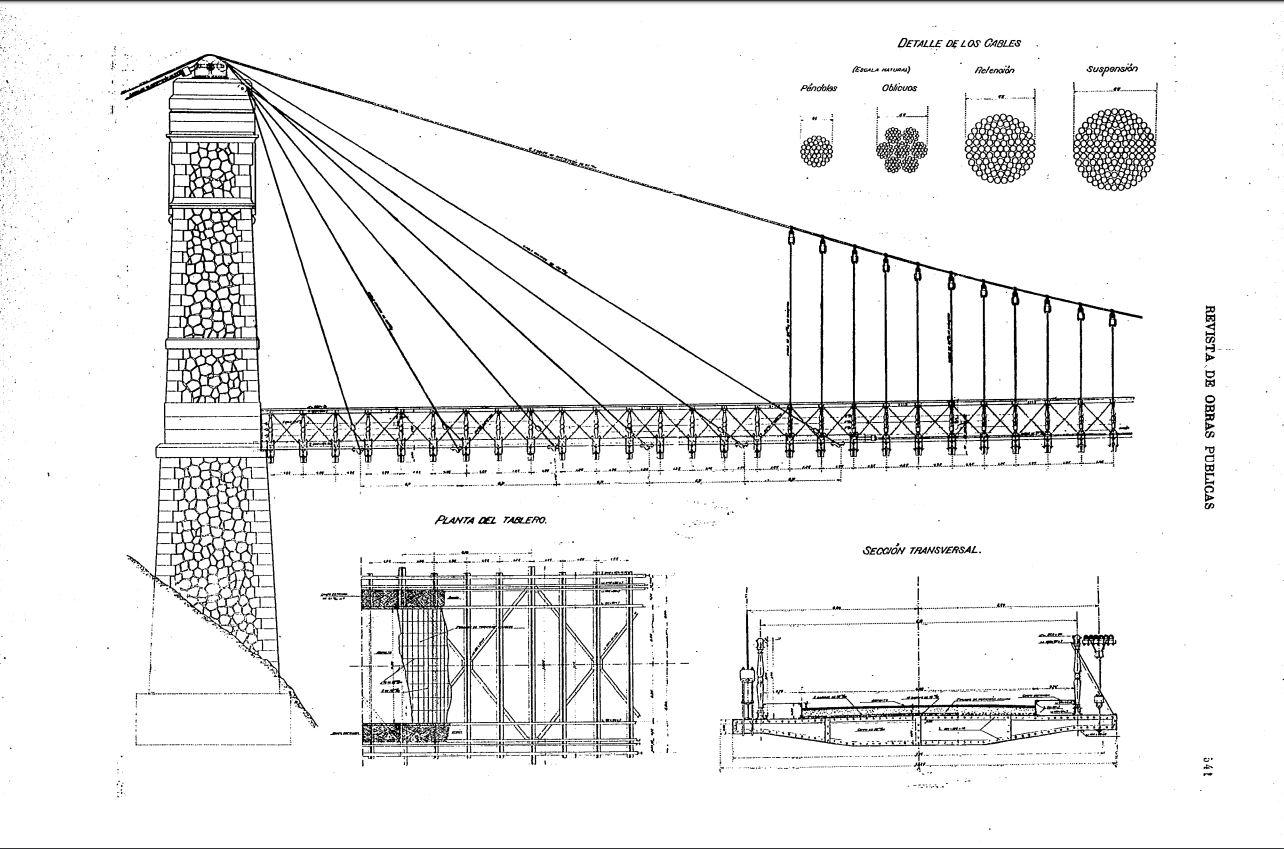
Terv 1914-ből
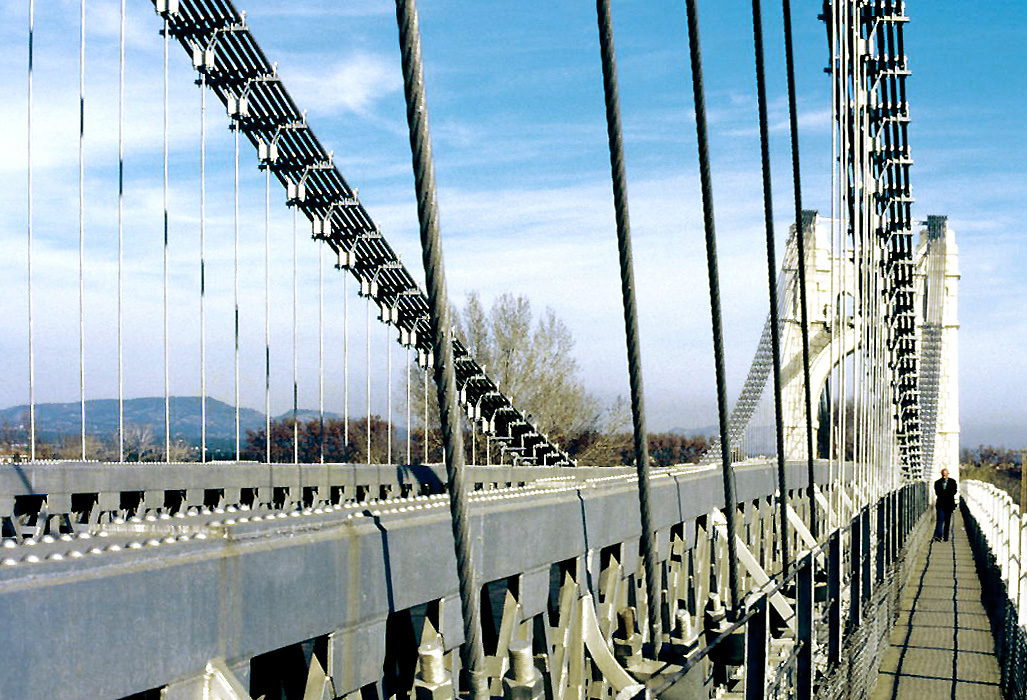
Részlet 1987-ből